# Hydroptila losida
Hydroptila losida är en nattsländeart som beskrevs av Mosely in Mosely och Douglas E. Kimmins 1953. Hydroptila losida ingår i släktet Hydroptila och familjen smånattsländor. Inga underarter finns listade i Catalogue of Life.